# トマス・トレイシー (第5代トレイシー子爵)
第5代トレイシー子爵トマス・チャールズ・トレイシー（英語: Thomas Charles Tracy, 5th Viscount Tracy、1690年7月27日 – 1756年6月4日）は、アイルランド王国の貴族。

## 生涯
第4代トレイシー子爵ウィリアム・トレイシーと2人目の妻ジェーン・リー（Jane Leigh、1655年頃 – 1708年1月25日、サー・トマス・リーの娘）の息子として、1690年7月27日に生まれ、8月3日にトディントンで洗礼を受けた。
1712年4月18日に父が死去すると、トレイシー子爵の爵位を継承した。
1756年6月4日に死去、7日にトディントンで埋葬された。長男に先立たれたため、次男トマス・チャールズが爵位を継承した。

## 家族
1712年12月27日、エリザベス・ケイト（Elizabeth Keyt、1689年9月11日 – 1719年11月1日埋葬、第3代準男爵サー・ウィリアム・ケイトの妹）と結婚、2男1女をもうけた。
- ウィリアム（1715年8月25日 – 1752年4月15日埋葬）
- トマス・チャールズ（1719年 – 1792年） - 第6代トレイシー子爵
- ジェーン（1787年3月7日没） - 1743年10月7日、カペル・ハンベリー（Capel Hanbury、1707年 – 1765年10月7日、ジョン・ハンベリー（英語版）の息子）と結婚、子供あり

その後、フランシス・パーキントン（Frances Pakington、1751年4月23日没、第4代準男爵サー・ジョン・パーキントンの娘）と再婚、3男4女をもうけた。
- ジョン（英語版）（1722年 – 1793年） - 第7代トレイシー子爵
- ロバート・パーキントン（1748年没）
- ヘンリー・リー（1733年 – 1797年） - 第8代トレイシー子爵
- フランシス（Frances） - シャーロット王妃の寝室女官
- アン - ジョン・スミス（John Smith）と結婚
- ドロシー - 早世
- エリザベス - 早世